# Bīāmeh-ye Soflá
Bīāmeh-ye Soflá (persiska: بيامه سفلی) är en ort i Iran.   Den ligger i provinsen Kermanshah, i den västra delen av landet, 500 km väster om huvudstaden Teheran. Bīāmeh-ye Soflá ligger 1 482 meter över havet och antalet invånare är 403.
Terrängen runt Bīāmeh-ye Soflá är kuperad åt nordväst, men åt sydost är den platt. Runt Bīāmeh-ye Soflá är det ganska tätbefolkat, med 60 invånare per kvadratkilometer. Närmaste större samhälle är Dūshmīān, 6,6 km norr om Bīāmeh-ye Soflá. Omgivningarna runt Bīāmeh-ye Soflá är i huvudsak ett öppet busklandskap.